# مسجد سيدي بن عيسى

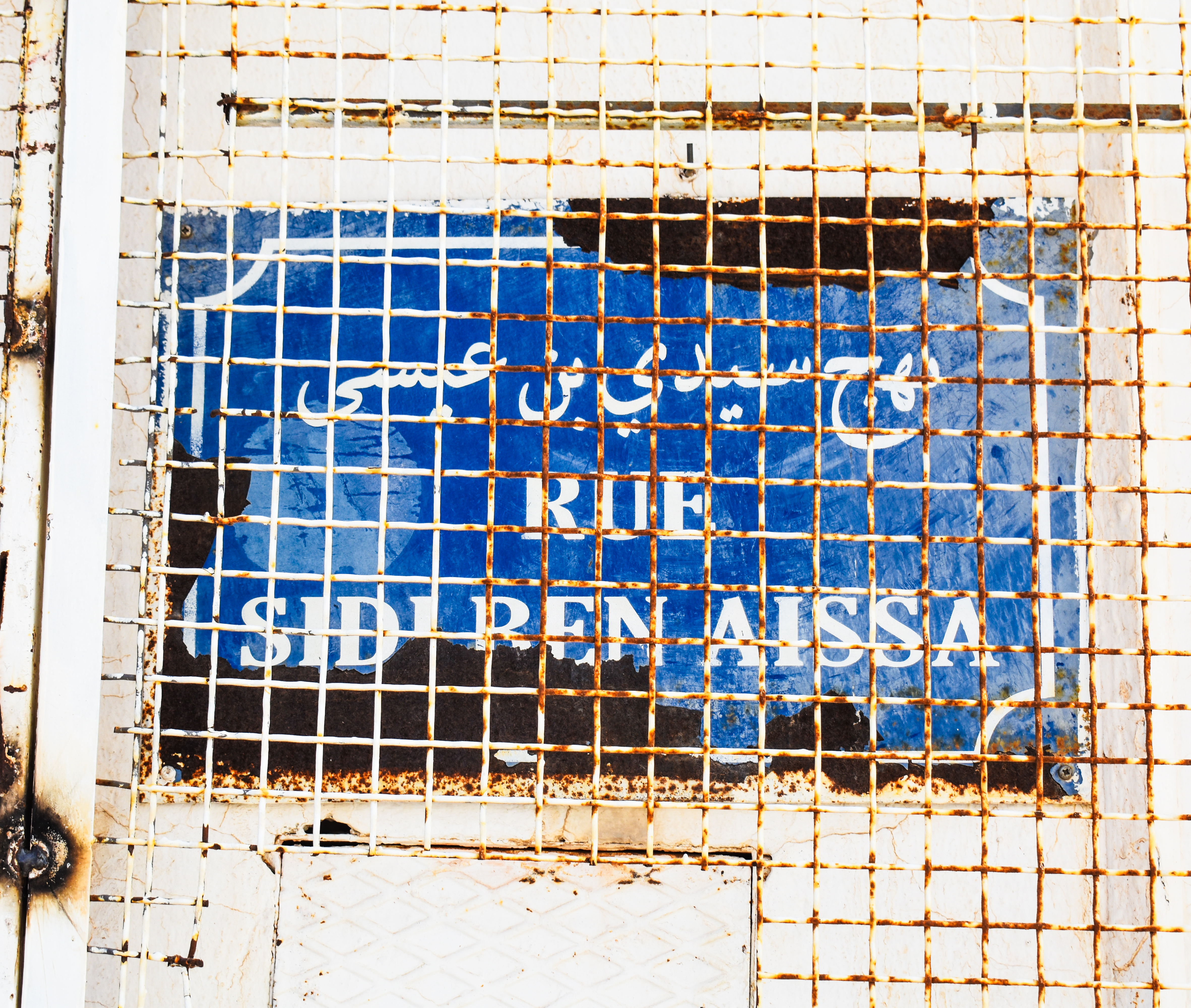

مسجد سيدي بن عيسى هو معلم أثري تونسي مصنف من المعهد الوطني للتراث يقع في ولاية مدنين في الجنوب الشرقي التونسي، تحديدا في جزيرة جربة صُنّف المعلم في يوم 15 مارس 2022.

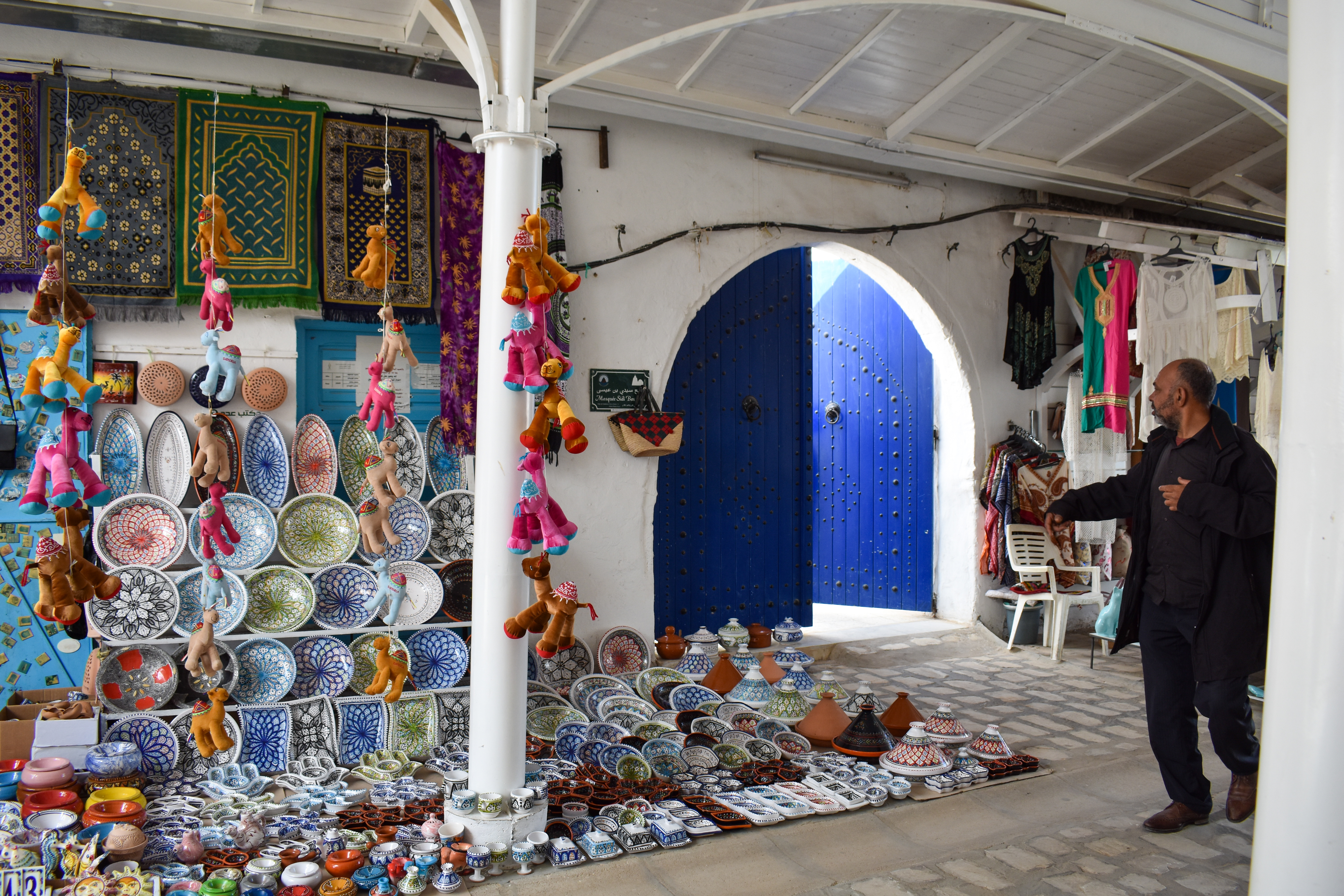

1. ↑  وصلة مرجع: https://www.pist.tn/jort/2022/2022F/Jo0452022.pdf.
2. ↑  "https://www.pist.tn/jort/2022/2022F/Jo0452022.pdf" (PDF). الرائد الرسمي التونسي. 22 افريل 2022. مؤرشف من الأصل في 4 أبريل 2023. اطلع عليه بتاريخ 14 مايو 2024. {{استشهاد ويب}}: تحقق من التاريخ في: |تاريخ= (مساعدة) وروابط خارجية في |عنوان= (مساعدة)صيانة الاستشهاد: BOT: original URL status unknown (link)